# Krab (1912)
O Krab (Краб - Caranguejo) foi um submarino construído para a Marinha Imperial Russa. Foi projetado por Mikhail Petrovich Nalyotov como o primeiro submarino do mundo lança-minas, apesar de atrasos na construção terem tornado a Classe UC I de submarinos alemães a primeira a entrar em serviço. As minas eram armazenadas em duas galerias horizontais, saindo pela popa. A profundidade de mergulho era de 45 metros. Foi construído em Nikolayev, ao lado do Mar Negro (atual Mykolaiv, Ucrânia). Foi encomendado em 1908, lançado em agosto de 1912, entrando em serviço em 1915.

## Serviço

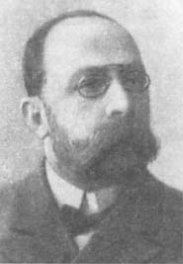
Mikhail Nalyotov, projetista do submarino

Este submarino lutou durante a Primeira Guerra Mundial na Frota do Mar Negro. Lançou várias minas, responsáveis pelo afundamento da canhoneira turca Isa Reis e o torpedeiro búlgaro Shumni, além de vários navios mercantes. Após a Revolução Russa de 1917, foi capturado pelos alemães e transferidos para a força de intervenção britânica, que o afundou intencionalmente próximo a Sevastopol para prevenir sua captura pelos bolcheviques. Os destroços foram resgatados em 1935 e desmantelados.